# Parque Warner Madrid
Parque Warner Madrid es un parque temático ubicado en la localidad de San Martín de la Vega, en la Comunidad de Madrid, España. 
Posee 35 atracciones mecánicas, entre las que se encuentra la quinta torre de caída controlada más alta del mundo (en su inauguración ostentaba el segundo puesto). Fue inaugurado el 5 de abril pero las fuertes lluvias de ese día hicieron suspender la programación de ese evento y las retransmisiones por televisión. Oficialmente abierto al público el 6 de abril de 2002 y se divide en 5 áreas temáticas ambientadas en escenarios de películas y dibujos animados producidos por Warner Bros. y DC Comics, así como en diversas zonas de los Estados Unidos, como las playas de California, Los Ángeles (incluyendo los estudios de Hollywood y el barrio de Beverly Hills) o Nueva York.
En el año 2019 el parque recibió a 2,26 millones de visitantes, posicionándose entre los veinte parques temáticos de Europa con más visitantes.

## Historia
En la década de 1990 el turismo urbano estaba dando síntomas de agotamiento o, en expresión de Anton Clavé y González Reverté (2007, p. 239), de "imagen madura". Al mismo tiempo estaban entrando en Europa nuevas formas de turismo basadas en grandes ofertas de ocio acompañadas de agresivas campañas de mercadotecnia. La filial de The Walt Disney Company había intentado ya instalarse en España, pero finalmente optó por París, al no llegar nunca los españoles a presentar unos terrenos aptos para las infraestructuras de un Disneyland europeo que fuese propiedad de la empresa, no una concesión, como era el de Japón, según Ron Grover (1992). Pese a que la empresa californiana no abrió un parque temático en la península ibérica, el futuro Parque Warner Madrid fue la respuesta española a la iniciativa de Disney, en palabras de Stone (2011), pero Raquel Benito afirma que su competidor directo era Port Aventura.
A mediados y finales de los años 1990 toda Europa estaba terminando de solucionar la gran atomización en la gestión de parques de atracciones. Al mismo tiempo, el mercado estadounidense también parecía dar síntomas de saturación y varias empresas americanas comenzaron a intentar ampliar su negocio con parques en otros continentes, como era el caso de Six Flags.

### Proyecto y construcción
Las respectivas filiales de las empresas estadounidense Paramount Pictures y Time Warner presentaron sus ofertas para gestionar un parque temático en la futura Ciudad del Ocio, como se la llamó inicialmente a la iniciativa proyectada por la Comunidad de Madrid para San Martín de la Vega. La ganadora fue Six Flags, filial de Time Warner antes de ser vendida en 1995 a Boston Venture. El acuerdo entre la Warner y la Comunidad se firmó en enero de 1999. Según los términos del mismo, la empresa pública de la Comunidad, Arpegio, compró la finca de 544 hectáreas. La construcción del parque correría por cuenta un consorcio público-privado formado por la propia Arpegio, con un 43,6% de las acciones, Caja Madrid con el 21,82%, Fadesa con el 13,09%, El Corte Inglés y NH Hoteles con un 4,3% cada uno, Six Flags con el 4%, ACS-Dragados con el 3,4% y Necso, FCC y Ferrovial con el 1,7% cada una.
El proyecto no estuvo exento de polémica por parte de formaciones políticas. El PSOE dudó de la construcción del parque e IU se puso en contra del proyecto. Además, las tierras donde sería levantado contenían un yacimiento de aljez (piedra de yeso) de donde se extraía el 90% del yeso que consumía la Comunidad de Madrid. Los yeseros de la zona, sobre todo las empresas Techos FK y Hermanos Castaño, exigieron 10 000 millones de pesetas de indemnización, cuando el presupuesto total del parque iba a ser de unos 30.000 millones.
La Comunidad de Madrid adquirió 150 hectáreas por 8 millones de euros y, tras llegar a un acuerdo judicial con los yeseros, el parque comenzó su construcción en la primavera de 1999. En abril del mismo año se desveló que su nombre sería Warner Bros. Movie World Madrid y la Comunidad invirtió 28 millones más para desdoblar 8 kilómetros de la M-506. Finalmente, en 2002, se terminaron las instalaciones con un costo de 368 millones de euros, de los cuales 160 los aportó la Comunidad de Madrid, con la idea de vender después su parte e ingresar la plusvalía. La gestión quedó en manos de Six Flags.

### Primeros años
Warner Bros. Movie World Madrid abrió en 2002, con los artistas invitados Bo Derek y Christopher Lambert. Una etapa de la Vuelta Ciclista a España salió del parque temático en septiembre de 2002. Pese a todo, no se lograron los tres millones de visitas anuales que calculaban y pronto se debieron bajar sus expectativas a un millón anual. Muchas instalaciones españolas de este tipo pasaban apuros económicos en aquella época, uno de los motivos alegados siempre residía en el bajo índice de repetición, es decir, eran pocos los visitantes que volvía tras la primera visita. Sin embargo, distintos protagonistas alegaron causas derivadas de la misma gestión:
- El alto precio: una de ellas, que ha perdurado en el tiempo, era el elevado coste de la entrada y no poder llevar comida, incluso se menciona en guías de visitas.[19] Además, al contrario que otras instalaciones como el Parque de Atracciones de Madrid, el aparcamiento era de pago.[20]
- El primer año también se produjeron largas colas entre otras cosas por la desmotivación y escasa formación de los empleados. Las jornadas resultaban largas sin tiempo para ir al servicio. Incluso se llegó a bajas voluntarias de hasta 56 empleados; además había contratos por días, lo que hacía que los trabajadores no conocieran las instalaciones. La empresa reaccionó impartiendo cursos a los mandos intermedios para que no apretaran tanto a los empleados.[20] Los socios de Six Flags siempre alegaron el poco conocimiento que la empresa tenía de las costumbres españolas, razón por la cual deseaban rescindir el contrato.[18]
- Según varios clientes el número de restaurantes era escaso y la comida escaseaba o faltaba. Este punto fue desmentido por la directora del parque Pilar Azcárraga, para quien la oferta culinaria era suficiente para cubrir la demanda.[20]
- Casos de lipotimias. Debido a problemas en el abastecimiento, en ocasiones las máquinas expendedoras se quedaron sin suministros, esto, unido a la falta de fuentes públicas, la juventud de la vegetación (aún pequeña para proporcionar sombra) y la escasez de lugares con agua, provocó varios casos de lipotimias. Al año siguiente de su apertura, el parque instaló más atracciones con agua donde los visitantes pudieran refrescarse.[20]

Por todo esto, los sindicatos marcaban un nivel de satisfacción entre los visitantes del 50%, pero este dato fue negado por la directora, quien lo elevó a un 90%.
En 2006 el parque siguió sin generar beneficios, alcanzando una deuda mayor, 240 millones de euros (el 80% de su coste). La Comunidad de Madrid, antes de vender sus acciones, recalificó los terrenos aledaños al parque para que se pudiera construir en ellos en un futuro, medida por la que recibió muchas quejas por usar el dinero público para la gestión del parque de ocio. Las acciones las compró la constructora Fadesa por 25 millones de euros y con el acuerdo de que las instalaciones las gestionara durante los siguientes 10 años Parques Reunidos, una firma nacida de la gestora del Parque de Atracciones de Madrid y la empresa de capital riesgo estadounidense Advent International.
Fadesa protagonizaría poco después una de las mayores quiebras de la historia española, pero Parques Reunidos siguió adelante. El parque cambió a su actual nombre, Parque Warner Madrid. No fue hasta esa fecha cuando el Parque Warner comenzó a ser rentable tras la entrada de Parques Reunidos y su director, Juan José de Torres, quien afirmaba no gustarle los parques de atracciones, pero que logró invertir la cuenta de resultados. En 2014 el Parque fue considerado el vigésimo más visitado de Europa.
En el año 2018 bajo la Dirección de Diego Gracia el Parque alcanza sus mejores cifras de negocio con 2.3 millones de visitantes. Esta mejora se debe a diferentes factores, y según el informe de AECOM, se debe al desarrollo del área de marketing, así como a la expansión de su parque acuático y a los beneficios que ofrece el Bono Parques, en el que se incluye el Parque Warner.

## Áreas temáticas
Parque Warner Madrid es el segundo parque temático más grande en extensión de España tras PortAventura Park, con 31,2 hectáreas divididas en cinco áreas temáticas:
- Hollywood Boulevard: 3,2 ha
- Movie World Studios: 7,2 ha
- DC Super Heroes World: 7,5 ha
- Old West Territory: 7,8 ha
- Cartoon Village: 5,5 ha

## Atracciones
Parque Warner Madrid tiene un total de 35 atracciones, entre las cuales destacan 7 montañas rusas, una torre de caída, un top spin, 4 atracciones acuáticas y decenas de atracciones infantiles con acceso para acompañantes mayores. Cabe destacar las cuatro montañas rusas de mayor intensidad. Las atracciones se reparten en cuatro áreas temáticas, ya que en Hollywood Boulevard, el área de entrada, no hay ninguna atracción:

### Cartoon Village
Un área familiar e infantil, con temática de los Looney Tunes y otras caricaturas de Warner Bros. 
- ¡A Toda Máquina!
- Academia de Pilotos Baby Looney Tunes
- ACME: Juegos de Agua
- Cartoon Carrousel
- Cohetes Espaciales
- Convoy de Camiones
- Correcaminos Bip, Bip
- Correo Aéreo
- Coyote: Zona de Explosión
- Emergencias Pato Lucas
- Escuela de Conducción Yabba-Dabba-Doo
- He Visto un Lindo Gatito
- Helicópteros
- La Aventura de Scooby-Doo
- Las Tazas de Té de Scooby-Doo
- Los Coches Locos del Pato Lucas
- Paseo en Autobús de Piolín y Silvestre
- Rápidos ACME
- Tom & Jerry

### DC Super Heroes World
Área con temática de DC Comics y que contiene algunas atracciones intensas.
- Shadows of Arkham
- La Venganza del Enigma
- Batman: Gotham City Escape
- Lex Luthor
- Los Coches de Choque del Joker
- Sillas Voladoras de Mr. Freeze
- Superman: La Atracción de Acero
- Escape From Arkham Asylum (pasaje del terror Halloween Scary Nights 2022)
- Crime Alley (Nuevo pasaje del terror para Halloween 2023, en el Museo de Gotham)

### Movie World Studios
- Cine Tour
- Hotel Embrujado
- Stunt Fall
- Oso Yogui
- IT Experience (Halloween 2022)

### Old West Territory
Área con temática del Viejo Oeste.
- Cataratas Salvajes
- Coaster-Express
- Expedientes Warren
- Los Carros de la Mina
- Río Bravo
- La Maldición De Rio Bravo (pasaje del terror Halloween Scary Nights)

### Atracciones principales
| Foto | Nombre                          | Tipo y/o modelo                 | Categoría[cita requerida] | Fabricante                                       | Inauguración |
| ---- | ------------------------------- | ------------------------------- | ------------------------- | ------------------------------------------------ | ------------ |
|      | Superman: La Atracción de Acero | Montaña rusa sin suelo          | Intensa                   | Bolliger & Mabillard                             | 2002         |
|      | Shadows of Arkham               | Montaña rusa invertida de acero | Intensa                   | Bolliger & Mabillard                             | 2002         |
|      | Stunt Fall                      | Giant Inverted Boomerang        | Intensa                   | Vekoma                                           | 2002         |
|      | Coaster-Express                 | Montaña rusa de madera          | Intensa                   | Roller Coaster Corporation of America            | 2002         |
|      | Expedientes Warren              | Pasaje del terror               | Intensa                   |                                                  | 2018         |
|      | La Venganza del Enigma          | Triple torre de caída combo     | Intensa                   | S&S Sansei                                       | 2002         |
|      | BATMAN: Gotham City Escape      | Multilaunch Coaster             | Intensa                   | Intamin AG                                       | 2023         |
|      | Rápidos ACME                    | Rápidos                         | Moderada                  | Intamin AG                                       | 2004         |
|      | Río Bravo                       | Flume                           | Moderada                  | Intamin AG                                       | 2002         |
|      | La Aventura de Scooby-Doo       | Dark ride interactiva           | Suave                     | ETF Ride Systems, Global TLA y Sally Corporation | 2005         |
|      | Hotel Embrujado                 | Mad House                       | Moderada                  | Vekoma                                           | 2002         |

## Halloween y Navidad
HALLOWEEN
Parque Warner lleva ofertando la temporada de Halloween desde 2006 con nuevos espectáculos y experiencias para todos los públicos. Se incluyen los pasajes del terror ofertados en cada temporada existente:
- Túnel del Terror
- La Parada de los Monstruos (Scare Zone)

Pasajes del terror de 2009:
- Túnel del Terror
- La Parada de los Monstruos (Scare Zone)

Pasajes del terror de 2010:
- El Túnel de Elm Street
- La Parada de los Monstruos(Scare Zone)

Pasajes del terror de 2011:
- Inferno (de pago)
- La Parada de los Monstruos (Scare Zone)

Pasajes del terror de 2012:
- Inferno (de pago)
- La Parada de los Monstruos (Scare Zone)
- Bulevar Diabólico: Zona en cuarentena(Scare Zone)

Pasajes del terror de 2013:
- Viernes 13: Campamento Sangriento
- El laberinto embrujado (pasaje infantil)
- Bulevar Diabólico: Zona en cuarentena(Scare Zone)

Pasajes del terror de 2014:
- Horror West (de pago)
- Viernes 13: Campamento Sangriento
- Elm Street: Pesadilla en el infierno
- El Bosque Animado de los Looney Tunes (pasaje infantil)
- Bulevar Z: Apocalipsis (Scare Zone)

Pasajes del terror de 2015:
- Horror West (de pago)
- Viernes 13: Campamento Sangriento
- Elm Street: Pesadilla en el infierno
- El Bosque Animado de los Looney Tunes (pasaje infantil)
- Bulevar Z: Apocalipsis (Scare Zone)

Pasajes del terror de 2016:
- Horror West (de pago)
- Viernes 13: Campamento Sangriento
- Freddy Krueger: Una Nueva Pesadilla
- El Bosque Animado de los Looney Tunes (pasaje infantil)
- FreakShow (Scare Zone)

Pasajes del terror de 2017:
- Expedientes Warren (de pago)
- Viernes 13: Campamento Sangriento
- Freddy Krueger: Una Nueva Pesadilla
- El Bosque Animado de los Looney Tunes (pasaje infantil)
- FreakShow (Scare Zone)

Pasajes del terror de 2018:
- Expedientes Warren (de pago)
- Viernes 13: Campamento Sangriento
- Freddy Krueger: Una Nueva Pesadilla
- Ghost Town (Scare Zone)
- El Bosque Animado de los Looney Tunes (pasaje infantil)

Pasajes del terror de 2019:
- La Llorona
- Expedientes Warren (de pago)
- Freddy Krueger: Una Nueva Pesadilla
- Ghost Town (Scare Zone)
- Infected Z (Scare Zone)
- El Bosque Animado de los Looney Tunes (pasaje infantil).

Pasajes del terror de 2020:
- La Llorona
- Expedientes Warren (de pago)
- Freddy Krueger: Una Nueva Pesadilla
- El Bosque Animado (pasaje infantil)

Pasajes del terror de 2021:
- La Llorona
- Expedientes Warren (de pago)
- Freddy Krueger: Una Nueva Pesadilla
- El Bosque Animado (pasaje infantil)
- Ghost Town (Scare Zone)
- Gotham Chaos (Scare Zone)

Halloween Horror Nights 2021
Durante la temporada de Halloween de 2021, se incorporaron las Halloween Horror Nights, a imitación de otros parques temáticos. Se trata de un pack de ampliación de la experiencia de Halloween (previo pago), que permitirá al visitante disfrutar de pasajes exclusivos, aparte de los disponibles, de 23:00 a 3:00 horas en los días 30 y 31 de octubre. El evento incluye:
Pasajes del terror
- La Llorona
- Freddy Krueger: Una Nueva Pesadilla
- Expedientes Warren
- Scream House (EXCLUSIVO)

Scare Zones
- Ghost Town
- Gotham Chaos
- Horror Studios (EXCLUSIVO)
- Screams Boulevard (EXCLUSIVO)

Además, la mayoría de atracciones del parque siguen funcionando dentro de este horario.
Pasajes del terror de 2022:
- Freddy Krueger: Una Nueva Pesadilla
- IT Experience (de pago)
- Expedientes Warren (de pago)
- El Bosque Animado (pasaje infantil)
- Ghost Town (Scare zone)
- Gotham Chaos (Scare zone)

Halloween Scary Nights 2022
Se ha confirmado la continuidad de las Halloween Horror Nights para la temporada de Halloween de 2022, que pasará a denominarse Halloween Scary Nights. El visitante podrá disfrutar de esta experiencia (previo pago) los días 14, 21, 28 de octubre; en horario de 22:00 a 3:00, y el día 31 de octubre en horario de 24:00 a 5:00. Además de las experiencias disponibles, el evento incluye:
Pasajes del terror
- IT Experience
- Escape from Arkham Asylum (EXCLUSIVO)
- La Maldición de Río Bravo (EXCLUSIVO)
- Bloody Cabaret (EXCLUSIVO)
- La Llorona (EXCLUSIVO)
- Freddy Krueger: Una Nueva Pesadilla
- Expedientes Warren

Scare Zones
- Clowns to kill (EXCLUSIVO)
- Nightmare Boulevard (EXCLUSIVO)
- Apocalypse: The Silence (EXCLUSIVO)
- Astaroth: Evil Trinity (EXCLUSIVO)

Asimismo, se podrá disfrutar de las siguientes atracciones:
- La Venganza del Enigma
- Arkham Asylum
- Stunt Fall
- Superman La atracción de acero

Pasajes del terror de 2023:
- Freddy Krueger: Una Nueva Pesadilla
- Crime Alley: Night of Chaos (de pago)
- IT Experience (de pago)
- Expedientes Warren (de pago)
- El Bosque Animado (pasaje infantil)
- Ghost Town (Scare Zone)

Halloween Scary Nights 2023 
Por tercer año consecutivo, se ha confirmado la continuidad del evento para la temporada de Halloween de 2023.
El visitante podrá disfrutar de esta experiencia (previo pago) los días 20 y 27 de octubre; en horario de 22:00 a 3:00, y los días 13 y 31 de octubre en horario de 24:00 a 5:00. Además de las experiencias disponibles, el evento incluye:
Pasajes del terror
- Crime Alley: Night of Chaos
- IT Experience
- Arkham (EXCLUSIVO)
- La Maldición de Río Bravo (EXCLUSIVO)
- La Llorona (EXCLUSIVO)
- Freddy Krueger: Una Nueva Pesadilla
- Expedientes Warren

Scare Zones
- Clowns to kill (EXCLUSIVO)
- Horror Movie (EXCLUSIVO)
- Apocalypse: The Silence (EXCLUSIVO)
- Astaroth: Evil Trinity (EXCLUSIVO)

Espectáculos
- Dark Flames
- Welcome to the Scary Nights

Asimismo, se podrá disfrutar de las siguientes atracciones:
- Batman Gotham City Escape
- La Venganza del Enigma
- Shadows of Arkham
- Stunt Fall
- Superman La atracción de acero
- Coaster Express
- Hotel Embrujado
- Lex Luthor Invertratron
- Los coches de choque de El Joker
- Mr. Freeze

Pasajes del terror de 2024:
- La Monja (de pago)
- Crime Alley: Night of Chaos (de pago)
- IT Experience (de pago)
- Expedientes Warren (de pago)
- El Bosque Animado (pasaje infantil)

Halloween Scary Nights 2024 
Por cuarto año consecutivo, se ha confirmado la continuidad del evento para la temporada de Halloween de 2024.
El visitante podrá disfrutar de esta experiencia (previo pago) los días 11, 18 y 25 de octubre; en horario de 22:00 a 3:00, y el 31 de octubre en horario de 24:00 a 5:00. Además de las experiencias disponibles, el evento incluye:
Pasajes del terror
- Crime Alley: Night of Chaos
- IT Experience
- Arkham (EXCLUSIVO)
- La Maldición de Río Bravo (EXCLUSIVO)
- La Llorona (EXCLUSIVO)
- La Monja
- Expedientes Warren

Scare Zones
- Clowns to kill
- Apocalypse: The Silence
- Astaroth: Evil Trinity

Espectáculos
- Welcome to the Scary Nights
- DJ Nano

Asimismo, se podrá disfrutar de las siguientes atracciones:
- Batman Gotham City Escape
- La Venganza del Enigma
- Shadows of Arkham
- Stunt Fall
- Superman La atracción de acero
- Coaster Express
- Hotel Embrujado
- Lex Luthor Invertratron
- Los coches de choque de El Joker
- Mr. Freeze

NAVIDAD
Por otra parte, Parque Warner lleva ofertando la temporada de Navidad desde 2006 con nuevos espectáculos y experiencias para todos los públicos.

## Servicios
Hay 13 aseos repartidos por todo el parque, de gran tamaño para evitar colas y todos ellos tienen cambiadores para bebés. Por todo el parque hay repartidas 6 de fuentes de agua potable. Otros servicios importantes son: servicio médico, 4 cajeros automáticos, aparcamiento videovigilado con capacidad para más de 10 000 coches y otro para autobuses, alquiler de sillas de ruedas para personas con movilidad reducida, helipuerto para emergencias y cochecitos para niños, 2 consignas, servicio de recogida de compras, cabinas telefónicas y todas las atracciones disponen de acceso para personas discapacitadas. A partir del 33% de discapacidad incluyen una entrada gratuita para un acompañante y 4 accesos rápidos a las atracciones.
Al igual que en otros parques de atracciones del mundo no permite la entrada con comida ni bebida, algo que ha sido denunciado por la asociación de consumidores FACUA.

## Restauración
Existen unos 20 puntos de restauración en el parque, además de varios carritos y quioscos temporales repartidos por el parque que sirven helados, granizados, bebidas, etc. Aquí se recogen los puntos fijos de cada área temática:
 

### Cartoon Village
- Cartoon Café: Restaurante autoservicio de comida mediterránea.
- Helados Vaca y Pollo: Gofres, helados, granizados…
- Porky Pig Diner: Hamburguesería. Dispone de hamburguesa vegana.
- Ristorante Piolini: Pizzería. También dispone de Hot dog normal y XXL
- TNT Coffee: Snacks, perritos calientes y bocadillos

### DC Super Heroes World
- Daily Planet: Bocadillos, pizzelas, salchipapas, gofres y crepes. Dispone de productos sin gluten.
- Gotham City Grill: Hamburguesería
- The Penguin Helados: Helados artesanos
- Empire:  Helados, bollería, gofres, snacks y café

### Hollywood Boulevard
- Beverly Hills Bakery: Cafetería con bollería artesana
- Foster's Hollywood: Restaurante a la carta
- Foster's Hollywood 2: Restaurante a la carta
- Starbucks: Cafetería con bollería dulce y salada
- Hollywood Hot Dogs: Variedad de perritos y snacks

### Movie World Studios
- Casa del Sol: Buffet libre de comida mediterránea y parrilla
- DockSide Drinks: Bocadillos elaborados con jamón y lomo ibérico
- Jack's Fish Market: Bocadillos recién hechos XXL y ensaladas
- Studio Café: Buffet libre de comida internacional.

### Old West Territory
- El Rancho: Restaurante autoservicio de carnes a la brasa, arroces y pescado
- Helados Old West: Helados a granel, granizados y gofres
- La Cantina de los Bandidos: Restaurante de comida mexicana y española
- Old West Fresh Market: Heladería y snacks

El parque no permite la entrada con comida ni bebida, algo que ha sido denunciado por la asociación de consumidores FACUA.
 

## Espectáculos
Hay 14 espectáculos a lo largo de todo el parque. Aquí aparecen clasificados por áreas temáticas.

### Cartoon Village
- El Camerino del Pato Lucas: Animación
- La Casita de la Abuelita: Animación
- La Madriguera de Bugs Bunny: Animación
- Looney Tunes: Dance Festival Stars Edition: Acompaña a Bugs Bunny, Pato Lucas, Lola Bunny, Piolín o Silvestre en este original concurso de baile

### DC Super Heroes World
- Gotham City Stunt Show: Espectáculo de especialistas que integra efectos y trucos propios del cine de acción (2023)
- Meet & Greet La Liga de la Justicia: Animación

### Hollywood Boulevard
- Superstars Parade: Desfile fin de fiesta con los Looney Tunes, los superhéroes de DC Cómics, muchos personajes de la factoría Warner Bros, sus vehículos y carrozas tematizadas, que inundan las avenidas del Parque
- Teatro Chino 3D (Actualmente fuera de servicio)
- Looney Tunes: Welcome to the Celebration: Los personajes Looney Tunes más famosos te dan la bienvenida al parque
- Space Jam: Live Party: En un recuerdo a las películas de Space Jam y Space Jam: Nuevas Leyendas, los Looney Tunes y sus ayudantes bailarán para hacerte disfrutar de la mejor fiesta musical en vivo

### Movie World Studios
- The Dreamers: El Musical: Un recorrido por los grandes musicales del presente y del pasado
- Superstars Parade: Desfile fin de fiesta con los Looney Tunes, los superhéroes de DC Cómics, muchos personajes de la factoría Warner Bros, sus vehículos y carrozas tematizadas, que inundan las avenidas del Parque
- Loca Academia de Policia: Stunt Show. Persecuciones, disparos y muchas risas
- AQUAMAN Nighttime Spectacular: Show nocturno en el lago (Temporada de verano)

### Old West Territory
- Steampunk Saloon: Unos bandidos han escapado de su época viajando al salvaje oeste con una máquina del tiempo para hacer vibrar con los mejores ritmos actuales a los humanos que encuentren a su paso

## Tiendas
Hay repartidas a lo largo del parque 12 tiendas. Aquí aparecen clasificadas por cada área temática.
 

### Cartoon Village
- Cartoon Classics Store: Tienda que ofrece un catálogo de productos variados de los Looney Tunes y Hanna-Barbera.
- Golosinas Correcaminos Bip, Bip: Tienda de chucherías

### DC Super Heroes World
- Gotham City Gifts: Merchandising de Batman
- La Tienda de Golosinas del Joker: Tienda de golosinas (aptas para celíacos y sin gluten)
- Metrópolis Boutique: Merchandising de Superman
- ACE Chemicals: Merchandising de Batman Gotham City Escape

### Hollywood Boulevard
- Department Store: Productos de los personajes Warner
- Looney Tunes: Hollywood Collection: Tienda de merchandising de los Looney Tunes y DC Comics
- Sunset Sweets: Tienda de golosinas y caramelos

### Movie World Studios
- Buzz's Gas: Tienda outlet con todo el merchandising Warner Bros
- The Sweet Shop Candy Studios: Tienda de golosinas
- Friends Photo Experience: Merchandising y fotografías en el set de la popular serie Friends

### Old West Territory
- Río Bravo Outfitters: Tienda de productos western
- West Photo: Estudio de fotos

## Parque Warner Beach
Es un parque acuático contiguo al parque temático. Abrió en 2014 y fue expandido en 2018 y posteriormente en el año 2022 tuvo otra expansión con dos nuevos toboganes de la marca ProSlide, Aquaman y Black Manta. Las atracciones, según su intensidad, son:

### Atracciones

#### Intensa
- Superman: El Vuelo
- Wonder Woman: El lazo mágico
- Black Manta

#### Moderada
- Batman: La Sombra del Murciélago
- Harley Quinn: La Huida
- Playa Malibú
- Río Loco
- The Joker: El Tubo de la Risa
- Aquaman
- Wonder Woman: Salto al Paraíso

#### Suave
- Agua Aventura
- Baby Olas
- ¡Todos al Agua!

### Dónde comer

#### Autoservicio
- DC Action Commissary

#### Express
- El Embarcadero
- Gran Kahuna

#### Quioscos y cafeterías
- Food Truck Scooby Ñam Ñam
- Food Truck Dinodog

### Servicios
- Alquiler de toallas
- Consigna
- Flotadores
- Hamacas
- Servicio médico
- Vestuarios
- Zona VIP

### Tiendas
- La Gran Ola

## Accesos
La vía principal de acceso al parque es por carretera. Desde la autovía A-4 o Autovía del Sur a la altura de Pinto se toma la salida 22 accediendo a la carretera M-506, creada para acceder al parque.
Sin salir de la M-506 se accede directamente al "Camino de la Warner", que es una autovía propia del parque ajardinada, con carril bici, zona peatonal y decorados de la Warner. Este camino daría servicio a todo el futuro resort. Siguiendo las indicaciones, y tras pasar un peaje, se accede al gran aparcamiento privado del complejo.
Se construyó una línea ferroviaria entre Pinto y San Martín de la Vega con la Estación de Parque de Ocio en el propio parque. La inversión en esta infraestructura fue de 85 millones de euros, por tener dos grandes viaductos, uno por encima del gran aparcamiento del parque y otro por encima de la Autovía del Sur. Sin embargo, en 2012 el Consorcio Regional de Transportes cerró esta línea y la sustituyó por dos líneas de autobuses.
Hay tres líneas de autobuses interurbanos. Desde el intercambiador de Villaverde Cruce, algunos servicios de la línea 412 de "La Veloz" pasan por el parque. La otra línea, también de "La Veloz", es la 410, la cual parte desde Aranjuez (desde la avenida de las Infantas), pasando primero cerca de la estación de Ciempozuelos y llegando después hasta el aparcamiento del parque. Asimismo, la línea 413 llega desde la estación de tren de Pinto y desde San Martín de la Vega al parque. Además, en julio y agosto, el último servicio del día de esta última línea continua a Villaverde Cruce (Madrid), en vez de terminar en Pinto como el resto de expediciones de esta línea.